# IC 2200A
IC 2200A је елиптична галаксија у сазвјежђу Прамац која се налази на листи објеката дубоког неба у Индекс каталогу.
Деклинација објекта је - 62° 21' 47" а ректасцензија 7h 28m 6,6s. Привидна величина (магнитуда) објекта IC 2200 износи 12,7 а фотографска магнитуда 13,7. IC 2200A је још познат и под ознакама ESO 123-11, AM 0727-621, PGC 21062.